# Arthur Tansley
Arthur George Tansley (Londres, Inglaterra; 15 de agosto de 1871-Grantchester, Cambridgeshire; 25 de noviembre de 1955) fue un botánico y pionero en la ciencia de la ecología.

## Biografía
Desde el principio, fue muy influenciado por el ecólogo danés Eugenio Warming. Impuso y defendió el término ecosistema en 1935, y ecotopo en 1939. Fue uno de los fundadores de la British Ecological Society, y editor del Journal of Ecology, por veinte años.
En 1923, dejó su puesto académico en Cambridge, y se fue un año a Viena, estudiando psicología con Sigmund Freud. Después de cuatro años de distancia de una posición académica formal en botánica, Tansley fue nombrado Profesor Sherardiano de Botánica en la Universidad de Oxford, donde permaneció hasta su jubilación en 1937.
El término ecosistema fue introducido en 1935 por A. G. Tansley, que lo definía como «la unidad fundamental ecológica constituida por la interrelación entre una biocenosis y un biotopo».
Arthur Tansley también teorizó acerca de la psicología, con un énfasis psicoanalítico. Su Nueva Psicología y su Relación con la Vida fue su primer libro que atrajo a muchos lectores. Un estudio reciente de Peder Anker sostiene una estrecha relación teórica entre Tansley la ecología y su psicología.

## Obra
- The New Psychology And Its Relation To Life. Kessinger Publish. 2007. ISBN 978-0-548-15513-4
- "The Use and Abuse of Vegetational Concepts and Terms". Zeitschrift Ecology 16 ( 3 ) (julio 1935), pp. 284-307.
- "The British Islands and their Vegetation". 1939

## Honores
- 1915: electo miembro de la Royal Society
- 1950: caballero.[7]

### Eponimia
La prestigiosa revista botánica New Phytologist publica un artículo especial en cada número llamado el "Tansley Review". Estos artículos suelen ser una síntesis de las ideas modernas en la botánica, y llevan el nombre de Arthur Tansley. El Tansley Review es gratuito a través de "New Phytologist Trust".
Especies
- (Asteraceae) Antennaria tansleyi Polunin[8]
- La abreviatura «Tansley» se emplea para indicar a Arthur Tansley como autoridad en la descripción y clasificación científica de los vegetales.[9]